# Lepidium
Genre
Classification phylogénétique
Synonymes
- Carara Medik.
- Cardaria Desv.
- Cardamon (DC.) Fourr.
- Cardiolepis Wallr. (1822), non Raf. (1825), nec Neuburg (1965)
- Cynocardamum Webb & Berthel.
- Dileptium Raf.
- Kandis Adans.
- Lepicochlea Rojas
- Nasturtioides Medik.
- Nasturtium Adans. (1763), non Nasturtium W.T.Aiton (1812, nom. cons.), nec Mill. (1754) nom. cons.
- Neolepia W.A.Weber
- Papuzilla Ridl.
- Senckenbergia G. Gaertn., B. Mey. & Scherb.
- Sprengeria Greene.
- Stroganowia Kar. & Kir.
- Winklera Regel

Lepidium est un des nombreux genres de la famille des Brassicaceae (Crucifères), dont les membres sont appelés passerages, cressons ou cornes-de-cerf.
Les principales espèces sauvages de Lepidium andins sont Lepidium chichicara et Lepidium bipinnatifidum. Leur racine filiforme n'est jamais consommée comme aliment ; seule la partie aérienne est employée en décoction comme vermifuge, un remède très connu dans les Andes.[réf. nécessaire] Leur appareil reproducteur contient 2 ou 4 étamines (exception car les Brassicaceae en comportent généralement 6).

## Étymologie
Le nom de Lepidium vient du grec λεπίς, lepis, « coquille, écaille » en raison de la forme de ses fruits (siliques).

## Listes des principales espèces
- Lepidium africanum (Burm. f.) DC.
- Lepidium alyssoides Gray
- Lepidium arbuscula Hbd.
- Lepidium aucheri Boiss.
- Lepidium austrinum Small
- Lepidium barnebyanum Reveal
- Lepidium bidentatum Morton
- Lepidium bonariense L.
- Lepidium bourgeaunum Thell.
- Lepidium campestre (L.) Ait. f. - la passerage champêtre
- Lepidium cartilagineum (= Lepidium crassifolium)
- Lepidium coronopus (L.) Al-Shehbaz
- Lepidium crenatum (Greene) Rydb.
- Lepidium davisii Rollins
- Lepidium densiflorum Schrad.
- Lepidium didymum L. - la corne-de-cerf didyme
- Lepidium draba (= Cardaria brachysepala Opiz, ou Cardaria draba (L.) Desv. subsp. draba) - la passerage drave
- Lepidium dictyotum Gray
- Lepidium flavum Torr.
- Lepidium fremontii S. Wats.
- Lepidium graminifolium L.
- Lepidium heterophyllum Benth.
- Lepidium hirtum (L.) Sm.
- Lepidium huberi Welsh et Goodrich
- Lepidium hyssopifolium Desv.
- Lepidium integrifolium Nutt.
- Lepidium jaredii Brandeg.
- Lepidium lasiocarpum Nutt.
- Lepidium latifolium L. (= Cardaria latifolia) - la grande passerage
- Lepidium latipes Hook.
- Lepidium meyenii Walp. - la maca
- Lepidium montanum Nutt.
- Lepidium nanum S. Wats.

- Lepidium nitidum Nutt.
- Lepidium oblongum Small

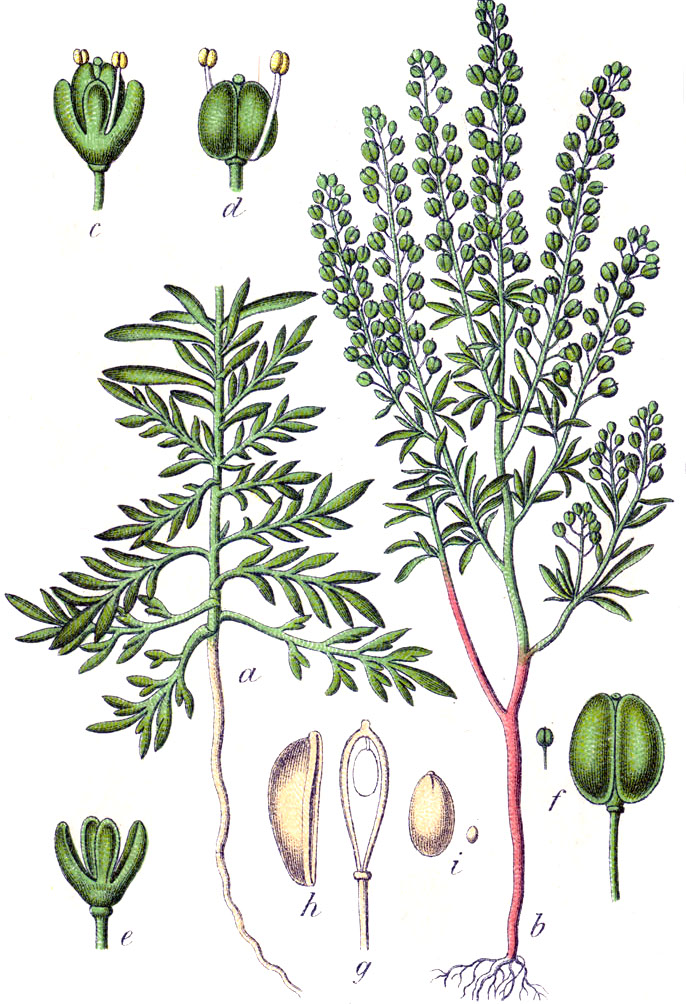
Lepidium ruderale

- Lepidium ostleri Welsh et Goodrich
- Lepidium oxycarpum Torr. et Gray
- Lepidium papilliferum (Henderson) A. Nels. et J.F. Macbr.
- Lepidium paysonii Rollins
- Lepidium perfoliatum L.
- Lepidium pinnatifidum Ledeb.
- Lepidium pinnatisectum (O.E. Schulz) C.L. Hitchc.
- Lepidium pseudodydima
- Lepidium ramosissimum A. Nels.
- Lepidium ruderale L. - la passerage des décombres
- Lepidium sativum L. - le cresson alénois
- Lepidium schinzii Thellung
- Lepidium serra Mann
- Lepidium sordidum Gray
- Lepidium squamatum Forssk. - la corne-de-cerf écailleuse
- Lepidium strictum (S. Wats.) Rattan
- Lepidium thurberi Woot.
- Lepidium virginicum L.